# Urosigalphus spinatus
Urosigalphus spinatus är en stekelart som beskrevs av Gibson 1974. Urosigalphus spinatus ingår i släktet Urosigalphus och familjen bracksteklar. Inga underarter finns listade i Catalogue of Life.